# Йорданов, Георги
Георги Йорданов (болг. Георги Йорданов; род. 21 июля 1963, Пловдив) — болгарский футболист, играл на позиции полузащитника.
Выступал, в частности, за клуб «Левски», а также национальную сборную Болгарии, в составе которой был участником чемпионата мира 1986 года.

## Клубная карьера
Во взрослом футболе дебютировал в 1980 году выступлениями за команду «Локомотив» (Пловдив), в которой провёл один сезон, приняв участие в 30 матчах чемпионата.
В течение 1981—1985 годов защищал цвета клуба «Сливен».
Своей игрой привлёк внимание представителей тренерского штаба клуба «Левски», к составу которого присоединился в 1985 году. Сыграл за команду из Софии следующие пять сезонов своей игровой карьеры. Большую часть времени, проведённого в составе «Левски», был основным игроком команды.
Впоследствии с 1990 по 1994 год играл в Испании, сначала за «Спортинг» (Хихон), а впоследствии за «Марбелью». Вернувшись в 1994 году на родину провёл три сезона в ЦСКА (София), после чего сезон отыграл за «Спартак» (Плевен).
Завершил профессиональную игровую карьеру в клубе «Черноморец» (Бургас), за команду которого выступал на протяжении 2000—2001 годов.

## Выступления за сборную
В 1983 году дебютировал в официальных матчах в составе национальной сборной Болгарии.
В составе сборной был участником чемпионата мира 1986 года в Мексике, где принял участие в одной игре группового этапа, а также в проигранном со счётом 0:2 матче 1/8 финала против хозяев финального турнира.
Всего в течение карьеры в национальной команде, которая длилась 10 лет, провёл в форме главной команды страны 40 матчей, забив 3 гола.

## Ссылка
- Профиль игрока (англ.) на сайте Transfermarkt
- Профиль игрока на сайте EU-Football.info (англ.)
- Профиль на сайте National Football Teams (англ.)